# Língua kurtöp
A língua kurtöp (kurtokha, zhâke, au gemale ou kurtöbikha) é uma língua falada no Distrito de Lhuntse, no Butão. Ela faz parte da família sino-tibetana, pertencente ao grupo do Bodo ocidental. Trata-se de uma língua polissintética, aglutinante, e tonal, compartilhando parte de suas características com o butanês (dzongkha).
Atualmente, não se tem certeza da quantidade de falantes, mas estima-se que existiram por volta de 15.000 falantes em 2011.  A língua é reconhecida pela UNESCO como vulnerável.

## Etimologia

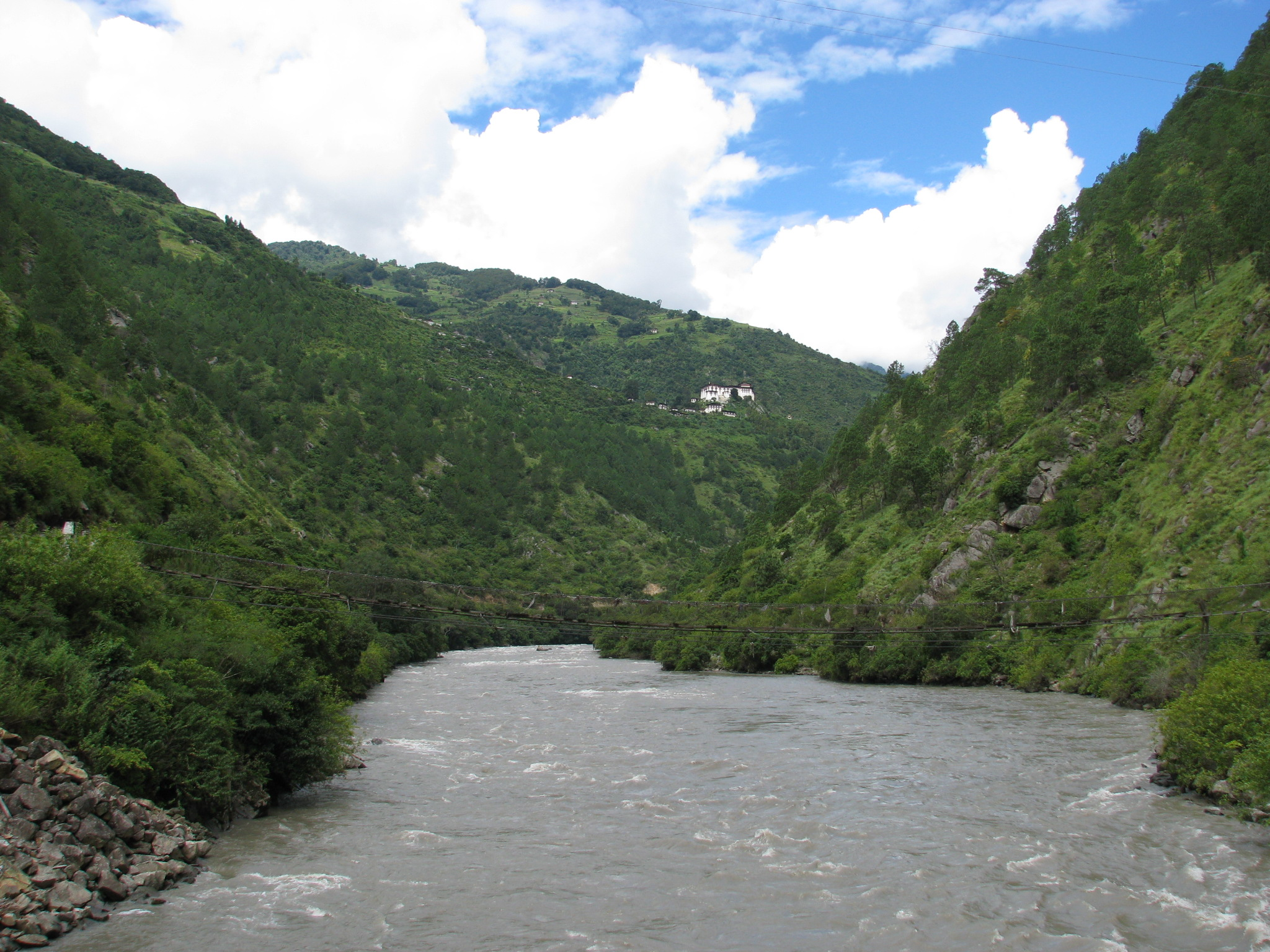
Imagem do rio Kur, ou Kuri Chhu.

A palavra 'Kurtöp' significa 'Algúem de Kurtö' em Butanês, e é usada para se referir às pessoas da região de Kurtö. A etimologia da palavra 'Kurtö' começa no Tibetano Clássico, sendo escrita como <skur.stot>. <stot> significa superior e <skur> é o nome do rio principal da região, também chamado atualmente de Kur ou Kuri. A origem de <skur> não é clara, mas supõe-se que falantes de bodo ocidental, quando migraram para a região já habitada, acreditavam que o nome local do rio, chamado apenas de 'água', era o próprio nome.
A Comissão de Desenvolvimento do Dzongkha (DDC) diz que a palavra 'Zhâke' se refere a chamada língua kurtöp, sendo uma forma de diferenciá-la das diferentes línguas faladas na região. ela é composta por dois morfemas; zhâ, de etimologia desconhecida, e ke, que é um Reflexo do Tibetano Escrito para 'Voz' <skad>.  Também são usadas termos como 'kurtöbikha' ou 'kurtöpkha' para se referir especificamente ao idioma. nesta região, se falam várias línguas além do zhâke, como a língua dzala e a língua chocangaca, e por isso o termo 'língua kurtöp' se torna ambíguo, podendo se referir tanto ao próprio zhâke quanto à outros idiomas da região.
A língua também recebe o nome de au gemale (lit. 'Aonde você está indo?).Este nome se refere à como as pessoas da região se diferenciam umas das outras: perguntando para onde elas vão. quando alguém se auto-denonima Kurtöp ou falante de kurtöp, se pergunta de 'qual Kurtöp' elas são, e daí segue a nomenclatura. Ela é usada não só para se referir à língua zhâke, mas também às outras línguas. Em dzala, a expressão se torna i ga brok?, que também é um nome utilizado entre habitantes da região para citá-la.

## Distribuição

Mapa linguístico do Butão (Kurtöp em marrom escuro)

Os falantes de kurtöp se encontram, na maior parte, em Lhuntse, na região leste do Butão. Seu uso se estende desde a vila de Gorgan, no norte da província, até Naling, vila setentrional próxima da fronteira do país com o Tibete, Ainda passando pelas vilas de Gangzur, Zhamling, Dungkar, Tabi e Tünpe, dentre várias outras. A maior concentração de nativos situa-se na região de Kurtoe Gewog (Grupo de vilas), com uma área de aproximadamente 1076km² e uma população estimada de 2212 pessoas em 2024.
Há um número muito pequeno de falantes de kurtöp fora do país, principalmente devido às condições rurais da região. Não há nenhum falante monolíngue, com a maioria sendo fluente em Dzongkha, Tshangla (língua franca da região nordeste do Butão) e nepali. A maioria dos falantes também é alfabetiza em Dzongkha e Inglês.

### Línguas relacionadas
dentro da família do Bodo oriental, existe um grupo de línguas denominado Bumthangic, composto pelo kurtöp e pelas línguas bumthap e khengkha. Tal associação foi sugerida pela primeira vez por Michael Aris em 1979, e recebeu uma nomeação pela Drª Gwendolyn Hyslop em 2013 como sugestão para a filogenia do Bodo ocidental. Segue aqui alguns exemplos de comparação entre todas as línguas da família:
| Tradução   | Kurtöp  | Bumthap | Khengkha | Chali     | Dakpa   | Dzala   | Phobjip |
| ---------- | ------- | ------- | -------- | --------- | ------- | ------- | ------- |
| 'Sol'      | /ni/    | /ne/    | /ni/     | /tʰanman/ | /plaŋ/  | /praŋ/  | /nɛse/  |
| 'Onde'     | /áu/    | /áu/    | /áu/     | /gaŋ/     | /ga/    | /ga:ᵃ/  | /úda/   |
| 'Cabeça'   | /gujun/ | /gujun/ | /gujun/  | /gujun/   | /gotki/ | /gotke/ | /gunu/  |
| 'Cachorro' | /kʰwi/  | /kʰwi/  | /ɸi/     | /kʰwi/    | /kʰi/   | /kʰi/   | /cʰy/   |
| 'Oito'     | /ɟat/   | /ɟat/   | /ɟat/    | /ɟat/     | /kɛt/   | /gɛt/   | /gœ/    |
| 'Cinco'    | /jaŋa/  | /jaŋa/  | /jaŋa/   | /jaŋa/    | /lɛŋɛ/  | /lɛŋɛ/  | /laŋ/   |
| 'Cabelo'   | /rá/    | /krá/   | /krá/    | /rá/      | //      | /ʈa/    | /rá/    |
| 'Seis'     | /ɖo:/   | /grok/  | /gro/    | /ɖoʔ/     | /krò/   | /ɖoʔ/   | /ɖo/    |
| 'Cintura'  | /ʈʰat/  | /kʰrat/ | /kʰrat/  | /ketpa/   | /kʰret/ | /ʈʰet/  | //      |

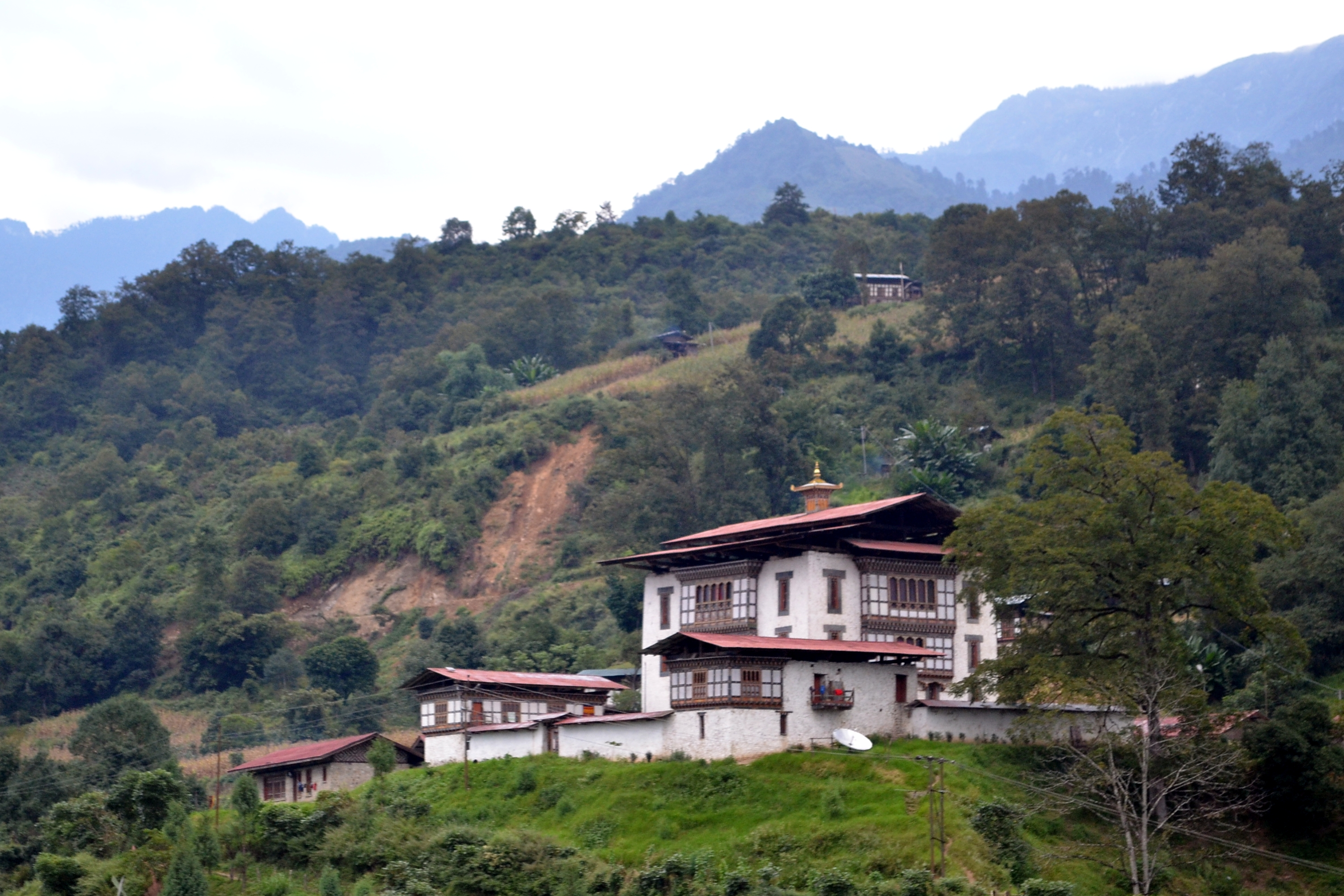
Casa do 1º rei do Butão, Ugyen Wangchuck, em Dungkar, Kurtoe Gewog.

Nota-se também que o chali possui algumas semelhanças notáveis entre as outras três línguas, mas devido a falta de pesquisa envolvendo-o, é difícil afirmar sua relação com certeza. Ainda, Hyslop diz que há uma série de diferenças entre as três línguas que as fazem diferentes, e por isso, afirma que todas são línguas isoladas dentro do Bumthangic. a principal diferença entre as duas outras línguas é a simplificação de encontros consonantais que acontecem no bumthap e no khengkha, geralmente (mas não necessariamente) simplificando encontros velares-róticos a favor de retroflexas quando transferidos ao kurtöp. Um exemplo além dos que estão na tabela é a palavra para o verbo 'escalar', que em Kurtöp fica /ʈʰaŋ/, enquanto que em Bumthap e Khengkha se fala /kʰrak/.
Em suma, a mudança principal é dos sons /kr, kʰr,gr/ no bumthap e no khengkha, para /ʈ, ʈʱ, ɖ/ no kurtöp. Ainda há necessidade de entender o motivo de tal mudança não ser algo generalizado, mas Hyslop supõe que a mudança de sons veio do Butanês, sendo que antes, era feita a remoção da consoante inicial ao invés desta substituição. Pode-se notar tal exceção na palavra para 'cabelo', vista anteriormente, em que a consoante /k/ é removida da palavra ao invés de ser substituída por /ʈ/.

## Fonologia

### Consoantes
O kurtöp possui 31 consoantes, com três tipos de contrastes vocais (surdo não-áspero, surdo áspero e sonoro) em seis regiões, além das consoantes complexas. Elas estão organizadas na tabela seguinte:
|             | Labial   | Labiovelar | Alveolar | Retroflexa | Alveolopalatal | Palatal  | Velar    | Glotal |
| ----------- | -------- | ---------- | -------- | ---------- | -------------- | -------- | -------- | ------ |
| Nasal       | m        |            | n        |            |                | ɲ        | ŋ        |        |
| Plosiva     | p, pʰ, b |            | t, tʰ, d | ʈ, ʈʰ,ɖ    |                | c, cʰ, ɟ | k, kʰ, g | (ʔ)    |
| Fricativa   |          |            | s, z     |            | ɕ              |          |          |        |
| Aproximante |          | w          |          |            |                | j        |          |        |
| Africada    |          |            | t͡s, t͡sʰ  |            |                |          |          |        |
| Lateral     |          |            | l, ɬ     |            |                |          |          |        |
| Rótica      |          |            | r        |            |                |          |          |        |
| Áspera      |          |            |          |            |                |          |          | h      |

1. ↑  este fonema está entre parênteses por não apresentar peso fonêmico considerável, aparecendo na inicial de poucas palavras com tons altos, como substituição da  coda /k/. Também é o motivo por tal consoante não aparecer em outras tabelas consonantais a seguir.

Ademais, os fonemas citados podem se juntar para formar ataques (onsets) complexos. Esses ataques são formados por um encontro de duas consoantes, embora elas sejam limitadas apenas a um certo grupo. Alguns exemplos são pʰj, pʰr, pr, mr, dentre outros.
As consoantes mais comuns são as labiais e velares, sendo usadas tanto como codas de sílabas e em encontros consonantais. A seguir são as consoantes dentais, usadas em ataques e codas. As menos usadas são as palatais, retroflexas, glotais, labiovelares e alveolopalatares.

### Vogais
São aderidas 7 vogais no kurtöp, todas orais, indicadas na tabela abaixo.
|             | Anterior    | Anterior        | Posterior   | Posterior       |
|             | Arredondada | Não-arredondada | Arredondada | Não-arredondada |
| ----------- | ----------- | --------------- | ----------- | --------------- |
| Fechada     | y           | i               | u           |                 |
| Semifechada | ø           | e               | o           |                 |
| Aberta      |             |                 |             | ɑ               |

1. 1 2  As vogais /y/ e /ø/ podem ser substituídas pelos  ditongos /ui/ e /oe/, respectivamente.

As vogais /ɑ, i, u, e, o/ são as mais usadas por falantes nativos do Kurtöp, enquanto /y, ø/ e os ditongos são mais usados por falantes com maior educação formal.  A duração da vogal também pode mudar por sentido de uma palavra, por mais que não hajam muitos pares onde a única diferença é a duração da vogal. Ainda, esta extensão ocorre apenas em palavras monossilábicas e com vogais abertas. É possível listar exemplos como ɬɑ́ 'Divindades' e ɬɑ́: 'Excesso', além de outros.

### Tons
A utilização de tons aparenta ter sido inserida no Kurtöp há pouco tempo, seguindo consoantes soantes e fricativas palatais. Também são raramente usados para marcar contraste fonêmico. A marcação de tons são separadas em alto ou baixo, com tons baixos sendo marcados por ( ̀) e tons altos por ( ́), marcados apenas em vogais de palavras monossilábicas, ou na primeira sílaba de uma. Segue uma tabela com tons em palavras semelhantes, separadas por tom utilizado:
| Fonema | Tom alto | Tradução                         | Tom baixo | Tradução                                          |
| ------ | -------- | -------------------------------- | --------- | ------------------------------------------------- |
| /m/    | mɑ́ŋ      | 'Comunidade; Aglomeração; Todos' | mɑ̀ŋ       | 'Ser excessivo'                                   |
| /n/    | nɑ́m      | 'Amaranto'                       | nɑ̀m       | 'Céu; Tempo'                                      |
| /ɲ/    | ɲú       | 'Ser maluco'                     | ɲù        | 'Pedir emprestado'                                |
| /ŋ/    | ŋɑ́p      | 'Secar completamente'            | ŋɑ̀p       | 'Ser magro'                                       |
| /r/    | rúŋ      | 'Deixar em pé; Levantar'         | rùŋ       | 'Cesta de armazenamento pequeno'                  |
| /l/    | lém      | 'Colher plana'                   | lèm       | 'Ser delicioso'                                   |
| /w/    | wɑ́ŋ      | 'Benção'                         | wɑ̀ŋ       | 'Poço'                                            |
| /j/    | jɑ́p      | 'Toldo'                          | jɑ̀p       | 'Usar nos ombros'                                 |
| /ɕ/    | ɕɑ́m      | 'Sapatos'                        | ɕɑ̀m       | Unidade de medida (equivale à altura de um homem) |

Em geral, os tons são sempre contrastivos para a maioria das consoantes. As únicas consoantes que não seguem essa regra são as obstruentes sonoras (/p/, /t/, /ʈ/, /c/, /k/, /s/, e suas variações aspirativas) e obstruentes surdas (/b/, /d/, /g/, /z/, /ɖ/ e /ɟ/), onde o tom sempre será alto e baixo, respectivamente. Isso se torna visível na tabela abaixo:
| Tom alto | Tradução                 | Tom baixo | Tradução              |
| -------- | ------------------------ | --------- | --------------------- |
| pɑ́       | 'Fatia de carne'         | bɑ̀        | 'Alvo'                |
| pʰɑ́t     | 'Sanguessuga'            |           |                       |
| tɑ́       | 'Machado'                | dɑ̀        | Indicador expletivo   |
| tʰɑ́      | Padrão de tecelagem      |           |                       |
| ʈɑ́       | 'Deixar em pé; Levantar' | ɖɑ̀        | Indicador de exclusão |
| tʰɑ́ŋ     | 'Escalar'                |           |                       |
| cɑ́       | 'Amigo'                  | ɟɑ̀        | 'Chá'                 |
| cʰɑ́      | 'Par'                    |           |                       |
| kɑ́       | 'Neve'                   | gɑ̀        | 'Sela'                |
| kʰɑ́      | 'Língua; Boca'           |           |                       |
| tsɑ́      | 'Nervos'                 |           |                       |
| tsʰɑ́     | 'Sal'                    |           |                       |
| sɑ́       | 'Terra'                  | zɑ̀m       | 'Ponte'               |

### Fonotática
As sílabas no Kurtöp são formadas, no mínimo, por uma rima, e no máximo por um ataque complexo e uma rima. As rimas podem consistir em uma vogal curta, vogal longa, um ditongo, ou uma vogal curta junto com uma coda de consoante. Uma vogal longa nunca aparecerá junto de uma coda consonantal. Existem nove estruturas para as sílabas, com a menor sendo da forma V e as maiores sendo da formas CCVV ou CCVC. Aqui está uma tabela mostrando todas as estruturas possíveis com exemplos:
| Estrutura | Exemplo | Tradução             |
| --------- | ------- | -------------------- |
| V         | í       | Comida; Arroz cozido |
| VV        | éː      | Quem                 |
| VC        | ím      | Esconder             |
| CV        | bɑ̀      | Alvo                 |
| CVV       | kó:     | Enxada               |
| CVC       | gòr     | Pedra                |
| CCV       | prɑ́     | Macaco               |
| CCVV      | mrɑ̀:    | Campo de Arroz       |
| CCVC      | pʰrúm   | Queijo               |

### Tonicidade
A tonicidade no Kurtöp é algo interessante, visto que ele já é uma língua tonal, mas ainda possui recursos para diferenciar palavras baseado na sua tonicidade. É possível reconhecer palavras com sílabas tônicas baseado em duas características:
- A presença obrigatória de um marcador de tom (alto ou baixo);
- O uso de um ataque complexo;

A tonicidade das sílabas não é caracterizada pela intensidade no som ou pela articulação, mas sim pela altura e pela duração. Outro fato interessante é que a sílaba tônica inicial sempre fará algum contraste com a sílaba seguinte: se ela for mais alta em tom, a seguinte será mais baixa, e vice-versa, ainda que não haja uma discrepância muito notável.

## Ortografia

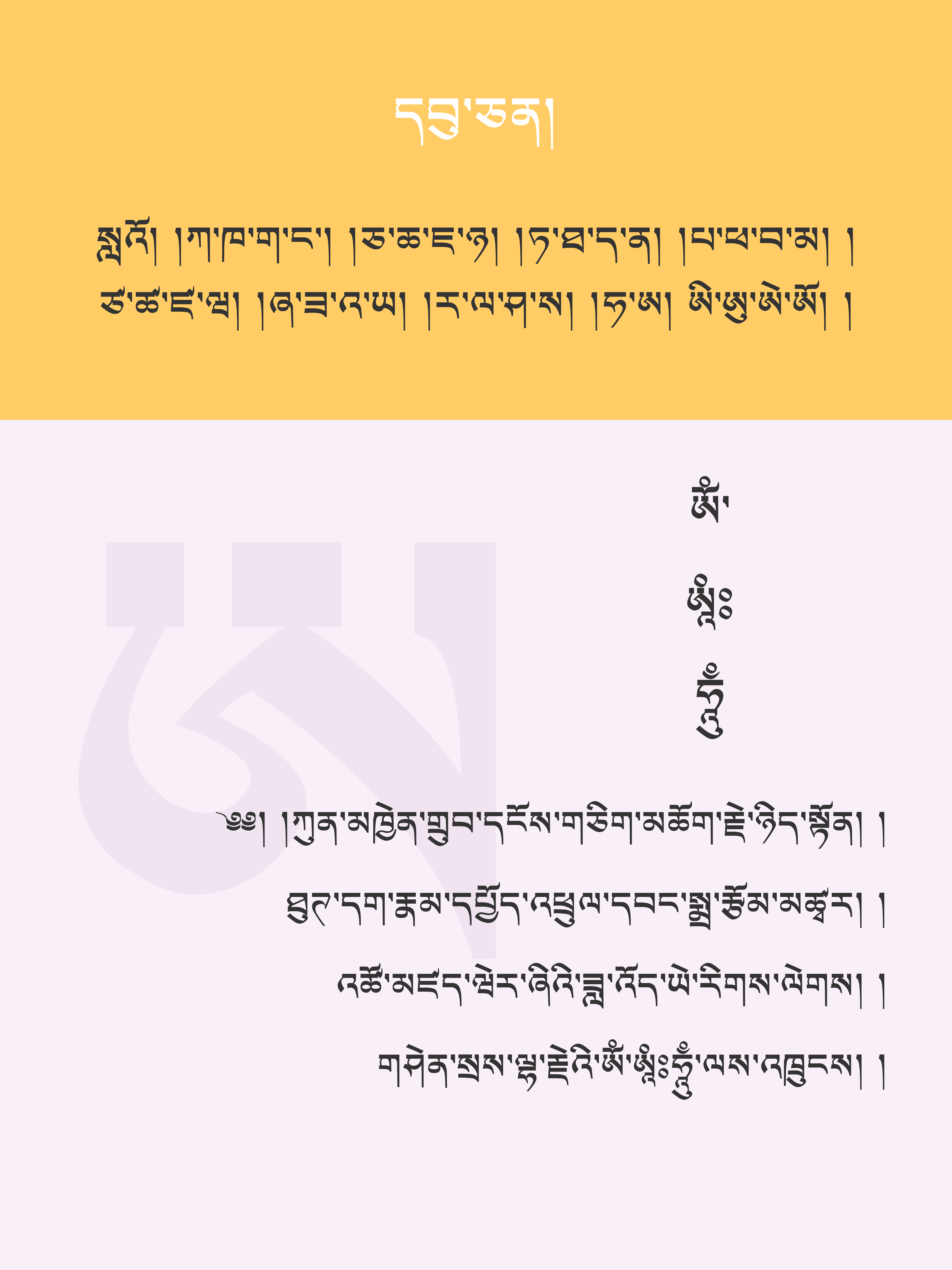
Exemplo da escrita 'ucen

### Escrita 'ucen

#### Antecedentes
Nunca foi desenvolvido um sistema de escrita para o kurtöp até meados de 2014, devido a diversos fatores, tanto linguísticos quanto não linguísticos. Um dos fatores linguísticos é o uso dos ataques complexos, pois há diversos modos de representar ataques utilizando semivogais palatais que apresentam variações sincrónicas, como /pj~pc~c/, /pʰj~pch~ch/ e /mj~ɲ/. Por isto, as muitas representações poderiam causar confusão entre falantes e/ou linguistas. Além disso, há alguns fatores religiosos relacionados ao uso da escrita tradicional 'ucen e suas duas variações, tshui (Escrita padrão) e joyi (Escrita cursiva). Ela é considerada uma escrita sagrada no Budismo, e qualquer mal-uso dela pode levar a conflitos entre seguidores da religião.
No final, foi decidido o uso do joyi, por ele ter menor associação a textos sagrados, além de ser considerada mais nativa ao Butão. Esta decisão foi tomada pelo governo butanês, junto com pesquisadores da região. Devido a falta de uma fonte da escrita joyi, os segmentos a seguir serão escritos com o tshui.

#### Sistema de escrita
O sistema de escrita 'ucen é uma abugida. Suas sílabas são estruturadas e nomeadas da seguinte forma:
|            | 'yang V   |         |           |
|            | gocen c2  |         |           |
| 'nyönju c1 | mingzhi R | jêju c3 | yangju c5 |
|            | dokcen c4 |         |           |
|            | 'yang V   |         |           |

Onde R é a raiz, V são as vogais e c1, c2, c3, c4, e c5 são todas consoantes. Segue um exemplo com a palavra བསྒྲུབས - bsgrubs (conquista):
|       | -     |       |       |
|       | ས (s) |       |       |
| བ (b) | ག (g) | བ (b) | ས (s) |
|       | ྲ (r)  |       |       |
|       | ུ (u)  |       |       |

Há algumas regras na formação silábica do 'Ucen. Para ataques complexos, se usam o  'nyönju  (c1), o gocen (c2) e o dokcen (c4). As vogais /i, e, o/ são indicadas no yang (v) superior, enquanto o yang (v) inferior é usado apenas para a vogal /u/. Se houver um ataque com mais de uma sílaba, é usado um 'nyönju (c1). Se a sílaba terminar com uma coda, é usado uma jêju (c3). Caso for usado uma coda complexa (o que é raro), também haverá um yangju (c5) presente. Segue aqui a tabela de sílabas associadas a cada som no Kurtöp:
|           | Labial           | Dental           | Retroflexa         | Palatal          | Velar            | Glotal |
| --------- | ---------------- | ---------------- | ------------------ | ---------------- | ---------------- | ------ |
| Plosiva   | p, pʰ, b པ, ཕ, བ | t, tʰ, d ཏ, ཐ, ད | ʈ, ʈʰ,ɖ ཀ ྲ, ཁ ྲ, ག ྲ | c, cʰ, ɟ ཅ, ཆ, ཇ | k, kʰ, g ཀ, ཁ, ག |        |
| Africada  |                  | t͡s, t͡sʰ ཙ, ཚ     |                    |                  |                  |        |
| Fricativa |                  | s, z ས, ཟ        |                    | ɕ ཤ ཞ            |                  |        |
| Nasal     | m མ              | n ན              |                    | ɲ ཉ              | ŋ ང              |        |
| Lateral   |                  | l, ɬ ལ, ལྷ        |                    |                  |                  |        |
| Rótica    |                  | r ར              |                    |                  |                  |        |
| Semivogal | w ཝ              |                  |                    | j ཡ              |                  |        |
| Áspera    |                  |                  |                    |                  |                  | h ཧ    |

1. ↑  Como não existiam sons retroflexos no Tibetano clássico, estas sílabas são usadas apenas em  empréstimos.

A seguir está a representação de vogais, todas antecedidas pela consoante /k/ (ཀ):
|             | Anterior | Posterior |
| ----------- | -------- | --------- |
| Fechada     | i, y ཀི་  | u ཀུ་      |
| Semifechada | e, ø ཀེ་  | o ཀོ་      |
| Aberta      |          | ɑ ཀ་      |

Similar a convenção usada no tibetano clássico, a base das vogais é sempre o /ɑ/, representado pelo tshâ (pequena marcação do lado da consoante). Nas outras vogais, são usados diacríticos para diferenciá-las.

#### Ataques complexos
A representação de ataques complexos no tibetano clássico era feita a partir de uma combinação de consoantes e diacríticos. Porém, ao longo da evolução da língua, mudanças de sons ocorreram, e por isso a leitura dos caracteres também mudou no Dzongkha. Tal mudança também causaria conflitos entre falantes de Kurtöp e Dzongkha, pois o mesmo caractere teria duas formas de leitura, e tal transferência seria muito mais complicado do que o necessário. Logo, após algumas apresentações durante a convenção de ortografia do DDC, foi decidido que seria usado uma convenção não muito conhecida do 'ucen, onde era possível juntar "metade" de vogais em um arranjo vertical.  Para isso ser viável, foi necessário realizar algumas mudanças à fonte do 'ucen.
Outro problema em relação esses ataques foi em ataques complexos com a semivogal palatal /j/, sendo esses /pj/, /pʰj/, /bj/ e/mj/, onde apenas falantes mais velhos sabiam pronunciá-los, com os falantes mais novos transformando a semivogal em uma fricativa ou plosiva, além de pronunciarem /mj/ como uma palatal nasal /ɲ/. Logo, são usados as convenções do Dzongkha para esses ataques, por questões de conveniência. As representações estão indicadas na tabela abaixo:

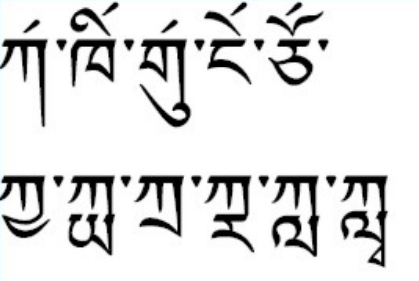
Exemplos da representação de ataques complexos (fileira inferior) e marcadores de tons altos (fileira superior) no Kurtöp.

| Escrita | Ataques              |
| ------- | -------------------- |
| པྱ       | pj ~ pɕ ~ pc ~c      |
| ཕྱ       | pʰj ~ pʰɕ ~ pʰc ~ cʰ |
| བྱ       | bj ~ bʝ ~ bɟ ~ ɟ     |
| མྱ       | mj ~ ɲ               |

#### Tons
A representação de tons ainda não é possível de ser demonstrada em texto devido à falta de uma fonte para o Joyi, mas a sua representação é observável na imagem acima. Este diacrítico foi criado pelo desenvolvedor de fontes para a DDC, Chris Fynn, e é utilizado na posição do yang superior.

#### Duração de vogais
A duração de vogais é feita com a letra <འ>, representando a extensão da vogal. Ela é posicionada no dokcen inferior, acima de um diacrítico vocal, caso houver um. Segue aqui uma tabela com exemplos para cada vogal:
|           | ɑ                                                    | ɑ        | e       | e               | i         | i          | o       | o      | u                                                  | u          |
| Longa     | Curta                                                | Longa    | Curta   | Longa           | Curta     | Longa      | Curta   | Longa  | Curta                                              |            |
| --------- | ---------------------------------------------------- | -------- | ------- | --------------- | --------- | ---------- | ------- | ------ | -------------------------------------------------- | ---------- |
| Escrita   | ཚཱི༌                                                   | ན་       | ཤཱ ེ༌     | ཤེ༌              | ཚཱོ༌        | ཚི༌         | ཚོ༌ཱ      | ཚོ༌     | མཱུ༌                                                 | མུ༌         |
| Pronuncia | /naː/                                                | /na/     | /sheː/  | /she/           | /tshiː/   | /tshi/     | /tshoː/ | /tsho/ | /muː/                                              | /mu/       |
| Tradução  | Indicador de verbo copulativo existencial admirativo | 'Ouvido' | 'Vidro' | 'Encher demais' | 'Cálculo' | 'Grudento' | 'Aqui'  | 'Lago' | Indicador de verbo copulativo existencial negativo | 'Cogumelo' |

### Alfabeto latino
Além da escrita 'ucen, também é usado o alfabeto latino para se escrever em kurtöp, usado mais em pesquisas e descrições da língua. Esta representação é baseada na convenção usada para o dzongkha. Aqui está uma tabela com todas as consoantes do kurtöp, utilizando o alfabeto latino:
|           | Labial            | Dental            | Retroflexa          | Palatal           | Velar             | Glotal |
| --------- | ----------------- | ----------------- | ------------------- | ----------------- | ----------------- | ------ |
| Plosiva   | p, pʰ, b p, ph, b | t, tʰ, d t, th, d | ʈ, ʈʰ,ɖ tr, thr, dr | c, cʰ, ɟ c, ch, j | k, kʰ, g k, kh, g |        |
| Africada  |                   | t͡s, t͡sʰ ts, tsh   |                     |                   |                   |        |
| Fricativa |                   | s, z s, z         |                     | ɕ sh, zh          |                   |        |
| Nasal     | m m               | n n               |                     | ɲ ny              | ŋ ng              |        |
| Lateral   |                   | l, ɬ l, lh        |                     |                   |                   |        |
| Rótica    |                   | r r               |                     |                   |                   |        |
| Semivogal | w w               |                   |                     | j y               |                   |        |
| Áspera    |                   |                   |                     |                   |                   | h h    |

A seguir, estão as vogais:
|             | Anterior    | Posterior |
| ----------- | ----------- | --------- |
| Fechada     | i, y <i, ü> | u         |
| Semifechada | e, ø <e, ö> | o <o>     |
| Aberta      |             | ɑ <a>     |

Para a representação de vogais longas, é utilizado um acento circunflexo (^) acima da vogal, como em mrâ /mraː/ 'Arroz'. Para representar os tons, é usado um apóstrofo (') antes da sílaba, como em  'na  'Nariz'.

## Gramática

### Sintaxe
A ordem dos constituintes no kurtöp é da forma SOV. Por ser uma língua aglutinante, palavras podem receber afixos ou clíticos para contextualizar ou especificar algo, como tempo, afirmação, aspecto etc. Frases no kurtöp podem terminar em copulas, verbos finitivos ou em perguntas da forma o que, como, onde etc., utilizando a partícula yo. Ainda há pouco entendimento do alinhamento morfossintático da língua, pelo fato de relações gramaticais dependerem mais da semântica do que da própria sintaxe.

### Substantivos e adjetivos

#### Adjetivos
No kurtöp, os adjetivos sempre se encontram entre um substantivo e um numeral, e normalmente são compostos por dois morfemas. Podem ser sufixados com -/la/, servindo como forma de individualizá-lo, apresentado na frase phusana ’aring nakhanla gapo 'Aqueles que tem terraços ali em cima'. Em relação a cores, a língua possui 5 principais termos: kharti  ‘branco’ , nyunti ‘preto’, zhinti ‘vermelho’, serti ‘amarelo’ e ’ngunti ‘verde/azul'.

#### Pluralidade
A pluralidade é marcada com os sufixos /gapo/ e /pong/. O prefixo /pong/ serve apenas para indicar pluralidade, e é, na maioria dos casos, utilizado após um substantivo, adjetivo ou numeral, visível na frase khwi kharti pong 'Cachorros brancos', enquanto o prefixo /gapo/ é utilizado com a mesma função, mas dando uma ênfase maior no objeto que está sendo pluralizado, como na frase khwi gapo tshe 'Os cachorros', onde o sujeito 'Cachorros' é individualizado. ele sempre vem após qualquer elemento exceto após um verbo.

#### Gênero
Diferente do português, a indicação de gênero no kurtöp não é feita através de artigos. Ela é feita apenas em um grupo específico de palavras, todas marcadas pelo morfema /mo/, /mat/ ou /mop/ no feminino e por /pat/, /pho/ ou /po/ no masculino. estes morfemas não possuem uma classificação generalizada, pois não podem ser usados como substantivos, mas também não são usados como prefixos ou sufixos. Aqui está uma tabela com alguns exemplos dos morfemas sendo usados:
| Substantivo (Feminino) | Tradução                    | Substantivo (Masculino) | Tradução                  |
| ---------------------- | --------------------------- | ----------------------- | ------------------------- |
| matsang                | Esposa e filhas             | patsang                 | Pai e filhos              |
| moja                   | Meninas                     | phoja                   | Meninos                   |
| mokhwi                 | Cadela                      | phokhwi                 | Cachorro                  |
| mochu                  | Águas termais para mulheres | phochu                  | Águas termais para homens |
| mopzang                | Mulher glamorosa            | phopzang                | Homem bonito              |
| mopsa                  | Esposa                      | phopsa                  | Marido                    |
| mopun                  | familiares femininas        | phopun                  | Familiares masculinos     |
| modre                  | Mulheres                    | phodre                  | Homens                    |
| ganmo                  | Mulher idosa                | gatpo                   | Homem idoso               |
| mogo                   | Vestido feminino            | phogo                   | Vestido masculino         |

#### Casos gramaticais
Existem 4 casos gramaticas no Kurtöp, sendo marcados na terminação de substantivos, adjetivos e pronomes. Todos os casos apresentam uma única função, exceto o caso locativo. Estão listados a seguir todos os casos e suas funções, em detalhe:
- Caso locativo: Marcado pelas terminações /na~nang/ ou /ro~to~ko~ngo/, servindo para indicar localizacão, como na frase chipna zhed jonmale '(Sua Majestade) virá andando de cavalo.', e também sendo usado para codificar relações gramaticais na frase. Não se sabe ao certo a diferença entre os dois marcadores.[48] O morfema /to/ pode sofrer mudanças em certos casos, como após das letras /n/, /m/ (se torna /do/) e /k/ (se torna ko), após o encontro /ng/ (se torna /go~o/) e após alguma sílaba aberta, como /o/ (se torna /ro/);[49]

- Caso ablativo: Marcado pela terminacão /ning~ni/, servindo para codificar a relação de algum lugar ou alguém, como na frase Caksomning? 'De Caksom?';[50]

- Caso ergativo: Marcado pela terminação /gi~i~li/, indica alguns fatores pragmáticos e semânticos, como ênfase.[51] O morfema /i/ é usado apenas como última letra, como no exemplo zonli 'Dois',  e /li/ é usado como última letra ou após /n/ e /ng/, mas ambos podem ser substituídos por /gi/;[52][53]
- Caso genitivo: Marcado pela terminação /gi~ci~i~li/, servindo para mostrar as funções de possessão ou atribuição.[54]

#### Sufixos nominais
São usados três sufixos no kurtöp: the, para definir o objeto na frase, la, para individualizar o objeto, e ni, usado para juntar substantivos, similar à conjunção "e" do português.

#### Clíticos frasais
Similares aos clíticos verbais, estes clíticos são usados ao final de um substantivo para indicar ou informar algo sobre ele. São usados 5 clíticos, todos explicados em detalhe abaixo:
- O clítico yang, também escrito como ya em alguns casos, possui uso similar ao "também". como visto na frase mrasyang limu rasta 'Arroz também vem bom';[56]
- O clítico rang serve como um marcador de ênfase, usado para focar no substantivo que o usa. Um exemplo é a frase wera sem ’namtorang malangu ngaksi '"Agora você não está muito animado" (ela disse)'. A sua forma reduzida ra também deu origem aos pronomes reflexivos, se juntando com uma raiz pronominal;[57]
- O clítico be é usado para indicar que aquele substantivo é o único dentro de um grupo de outros possíveis substantivos, podendo ser traduzido como "apenas" em português. Ele pode não só acompanhar substantivos, como também ser usado em numerais, advérbios e até verbos, mas é considerado um clítico frasal por ter uso mais frequente em substantivos. Um exemplo de seu uso está na frase dor sumbe 'Apenas três vezes';[58]
- O clítico ta também serve como um marcador enfático, mas não se sabe a sua diferença entre os diferentes marcadores de ênfase. Um exemplo de seu uso está na frase dortibe ngaita 'Eu (estive lá) só uma vez';[59]
- Finalmente, o clítico ni serve como um marcador de foco contrastivo entre substantivos, indicando que a informação é contraria ao esperado pelo interlocutor, ou que é algo único à aquela situação. Diferente do marcador de caso ablativo ni, ele não sofre mudanças na sua pronúncia. Um exemplo está na frase khit ramoni hinsangsa nâ 'Quando ele vir, está limpo'.[60]

### Pronomes

#### Pessoais
Os pronomes pessoais no kurtöp são separados em casos absolutivos, ergativos e genitivos, como na tabela abaixo:
|          | Absolutivo | Absolutivo                      | Ergativo | Ergativo                         | Genitivo | Genitivo                          |
| Singular | Plural     | Singular                        | Plural   | Singular                         | Plural   |                                   |
| -------- | ---------- | ------------------------------- | -------- | -------------------------------- | -------- | --------------------------------- |
| 1ª       | ngat       | net (exclusivo) ner (inclusivo) | ngai     | nei (exclusivo) neri (inclusivo) | ngaci    | neci (exclusivo) neri (inclusivo) |
| 2ª       | wit        | nin                             | wiː      | ningi                            | wici     | ninti ~ninci                      |
| 3ª       | khit       | bot                             | khiː     | boi                              | khici    | boci                              |

##### Pessoais reflexivos
Além dos pronomes pessoais normais, também há uma forma reflexiva dos mesmos, usados para se referir a um sujeito anteriormente dito em uma frase, como em khit khiri khwî tshenan phacina 'Se o cachorro morder a si mesmo, está tudo bem'. Também é possível que eles sejam utilizados em situações mais formais, como na frase  ngaragi ming khepo Karma Zangpo ngaksi zhuiki la 'meu próprio nome é Karma Zangpo'. Segue uma tabela com os pronomes na forma reflexiva:
|          | Absolutivo | Absolutivo | Ergativo | Ergativo | Genitivo | Genitivo |
| Singular | Plural     | Singular   | Plural   | Singular | Plural   |          |
| -------- | ---------- | ---------- | -------- | -------- | -------- | -------- |
| 1ª       | ngar(a)    | ner(a)     | ngari/gi | neri     | ngari/gi | neri     |
| 2ª       | wir(a)     | nin        | wiri     | ningi    | nin      | ninci    |
| 3ª       | khir(a)    | bor(a)     | khiri    | bori     | khiri    | bori     |

#### Demonstrativos
Os pronomes demonstrativos são usados para especificar a distância e a posição de algo em referência ao sujeito da frase, com um exemplo sendo khwegi womenata gari yam nâmi tshe 'Tinha um carro em baixo perto do rio, certo'. Também podem ser usados com sufixos ablativos /na/ e locativos /ni/, para falar sobre o movimento e a sua direção em relação ao referente. Outra função que esses pronomes exercem é de continuidade a alguma história ou fala, como em tshe wudina... 'Então, depois disso...'. Tais pronomes se encontram na tabela abaixo:
| Pronome | Função                  |
| ------- | ----------------------- |
| wo      | desmonstrativo proximal |
| wozi    | demonstrativo proximal  |
| wudi    | demonstrativo distal    |
| wome    | demonstrativo superor   |
| woye    | demonstrativo inferior  |

#### Interrogativos
Existem seis pronomes interrogativos, listados abaixo:
| Kurtöp | Pronome   |
| ------ | --------- |
| ’ê     | Quem      |
| ’au    | Onde      |
| ’akpa  | Quanto(s) |
| zhâ    | Que       |
| ’arwa  | Quando    |

### Verbos

#### Tempo e aspecto
Em relação aos aspectos e tempos, os verbos são separados em três tipos: Aspecto perfectivo, aspecto imperfectivo e futuro. Todos são marcados com sufixos para indicar cada um; o perfectivo possui cinco sufixos, enquanto o imperfectivo e o futuro possuem três, descritos abaixo:

##### Aspecto perfectivo
Os morfemas para o aspecto perfectivo são shang, pala, na, para e mu, e todos tem suas peculiaridades, como visto na lista a seguir:
- O morfema -shang é utilizado quando o locutor possui informações de primeira mão sobre o assunto, como na frase tsheni trak the razi traknang thek zonshang net  'Então o caminhão veio e nós também fomos colocados no caminhão';[66]
- O morfema -pala é o completo oposto de shang, pois é usado para falar de experiências que não foram vividas pelo loucutor ou que eles não possuem informações de primeira mão. Um exemplo é a frase witya machutpala 'Você também não sofreu';[67]
- O sufixo -mu codifica informações indiretas, suposições feitas pelo emissor da fala. Uma situação exemplo é quando alguém sai de uma sala que o narrador está e assume que ela saiu, mas ela não observa a pessoa sair da sala. Nessa situação, o narrador pode falar tshe khit gimu 'Então ele saiu', que serve de demonstração;[68]
- O morfema -na serve como um indicador de admiratividade, para falar de informações recém descobertas pelo locutor, como visto na frase tshe darung duimoi mik thung … tshe darung ’misutna ngaksi 'E de novo o demônio viu... e de novo (ela) disse que (eles) não (os) mataram!';[69]
- Por fim, o morfema -para é usado para expressar incerteza sobre alguma informação mencionada, como é possível notar na frase daning sorwara 'Esse ano pode ter mudado'. Ainda, o sufixo sofre mudança dependendo do som que o antecede. Ele se torna -wara quando antecede velares, codas com fim em /l/ ou a consoante /r/, como visto no exemplo, se torna sara quando antecedido por sílabas abertas, e mantém sua forma padrão normal para todos os outros tipos de sons.[70]

##### Aspecto imperfectivo
Para o aspecto imperfectivo, são usadas três principais morfemas: ta, taki e ni sâ. para se usá-los, apenas o aspecto é importante, e por isso eles podem ser usados no passado, no presente e também no futuro. Todos possuem funções diferentes, listadas abaixo:
- O morfema ta é utilizado para expressar surpresa do locutor sobre algum evento, como em observações externas de acontecimentos. Um exemplo é a frase chorten-the kora thung ngamo mithe ratari 'Enquanto (ela estava) circulando a estupa, (é dito que) um homem veio', usando o morfema no passado;[72]
- O morfema taki é usado quando o emissor tiver informações e conhecimento intrínseco ou antigo sobre o tema, como na frase tshe nin ramo net sem gatak wen 'Quando vocês vêm nós ficamos felizes';[73]
- Por último, temos o morfema ni sâ, usado para indicar ações que duram ou duraram por um tempo considerável. Ele se refere a apenas um único evento mencionado na frase, sem referenciar a duração de outros. Um exemplo é a frase omenang net gapo thapsi nâ ngaksi yau ’napani lapna '(Alguém) lá em cima já havia dito que nós estávamos brigando lá em baixo'.[74]

##### Futuro
Esta é uma das poucas marcações de tempo no kurtöp, por ela ser uma língua que prioriza mais o aspecto dos verbos, como visto anteriormente. São usados três morfemas: male, ki e kina. Todos eles são descritos abaixo:
- O morfema male, também escrito como mal, é usado apenas para descrever o futuro, seja ele distante ou próximo. Ele é visto, por exemplo, na frase da semal wenta ngak ai khepo 'Agora (ele) sabia que idosa iria morrer';[76]

- O morfema ki é usado para descrever o futuro imediato, ou até para falar de uma sugestão. Este prefixo também pode sofrer uma alomorfia dependendo da consoante/vogal que o antecede: Se for uma vogal aberta, ele se torna iki, enquanto caso seja a consoante /p/, /m/ /r/, /t/ ou /n/, ele se torna ci. Um exemplo desta alomorfia é a frase wangda-karmo lemci ke 'Wangda-karmo (tipo de arroz) é mais gostoso?';[77]
- Finalmente, temos o morfema kina, que é similar ao ki, mas que expressa melhor uma hesitação ou incerteza vinda do falante. Ele também sofre mudanças similares ao morfema ki, como na frase. ngaita mekhancina 'Eu acho que não sei'.[78]

##### Irrealis
Há também o modo irrealis, que por mais que não seja considerado um tempo, ainda vale a pena citar. Ele é marcado apenas pelo morfema male, e serve para falar de acontecimentos ou ações que ainda não ocorreram no momento em que o locutor está falando, como na frase semal khepo ’lamagi bran 'A lhama sabia que (ela) iria morrer...', onde male está marcando o verbo em kurtöp para 'morrer'.

#### Verbos lexicais
Os verbos lexicais compõem a maior parte dos verbos nos kurtöp. Todos os verbos deste grupo possuem formas alternativas de modo, tempo e aspecto.

#### Verbos auxiliares
Os verbos auxiliares são aqueles que possuem associação maior a gramaticalização, podendo mudar seus valores facilmente (e.g. 'Ir', 'Mandar' etc.), e por isso, é um grupo muito pequeno de verbos. Caso tenha um verbo auxiliar junto de um lexical, o auxiliar virá logo depois do lexical. Segue abaixo todos os verbos auxiliares no kurtöp:
| Verbo      | Tradução |
| ---------- | -------- |
| ra         | Vir      |
| zon        | Mandar   |
| zat        | Terminar |
| ge         | Ir       |
| blek       | Guardar  |
| ni         | Ficar    |
| thung/ngak | Fazer    |

O verbo ngak é uma exceção interessante: Ele pode servir tanto como um verbo quanto um marcador de citação. O marcador é escrito como ngaksi, mas na fala, é geralmente dito como ngaː na fala. Um exemplo disto é na frase nya zhiksi da seta ngaksi  'Ele foi acertado por uma flecha e agora disseram que ele estava morrendo'.

#### Copulas verbais
Os verbos copulares não possuem capacidade de utilizar sufixos verbais, possuindo formas totalmente diferentes para negação, evidencialidade etc. São divididos em copulas existenciais, para falar da existência de algo como na frase, e copulas equacionais, servindo para igualar ou diferenciar o sujeito a alguma característica ou função. Aqui estão as copulas equacionais e existenciais, respectivamente:
| Copulas equacionais             | Copulas existenciais          |
| ------------------------------- | ----------------------------- |
| wen (Afirmativa) min (Negativa) | nâ (Afirmativa) mû (Negativa) |

Alguns exemplos de frases para cada copula seguem na lista abaixo:
- tshemo tshe nâkhan soso wentami 'Mas o que está lá é diferente.' (Copula existencial afirmativa)
- gari yam mûtsa 'Onde não há estrada para carro' (Copula existencial negativa)
- wenkhan 'Aquele que está certo' (Copula equacional afirmativa)
- minkhan 'Aquele que está errado' (Copula equacional negativa)

#### Clíticos verbais
Os clíticos verbais são similares aos prefixos, mas são tratados como um objeto sintático independente da palavra que é marcada por ele. Não existem proclíticos no kurtöp, apenas enclíticos. Existem dois principais clíticos verbais utilizados: ri e sa. Eles são explicados na lista abaixo.
- O clítico ri serve para indicar que o locutor recebeu alguma informação vinda de outra pessoa, como na frase palanggi jedo thilathe darnari 'Na cama restava um dedo do pé grande', que é parte de uma história que foi contada para o locutor de forma oral. Também pode ser acoplado à palavras zha para formar zhari, usado quando o falante está tentando se lembrar de algo;[86]
- Por fim, o clítico sa não possui uma função concretamente definida, mas é dito que ele serve para indicar que a ação ou o resultado de tal era contrária ao esperado. Um exemplo é a frase osor nimota … ’Autshorota tshongpa zha winim laptasa 'Enquanto (nós) estávamos daquele jeito, o lojista em 'Autsho, qual era o nome dele...?'.[87]

#### Partículas verbais
Além das copulas e dos clíticos, existem também partículas verbais no kurtöp. No total, são utilizadas sete partículas: wu, sho, ya, ke, yo, shu e la, todos detalhados abaixo:
- O morfema wu é utilizado quando o locutor gostaria de trazer o interlocutor dentro do contexto, sabendo que ambos participaram na experiência ou evento em questão, como na frase Ugen Tenzin wen wu 'Ele era Tenzin Ugen, não é?';[89]
- O morfema sho serve para dar ênfase no verbo em que ele faz parte, visto na frase gari mutle ’namsam wenta sho zai 'Com um carro é muito (difícil), uau';[90]
- O morfema ya é usado para indicar que está sendo feita uma pergunta de resposta sim/não. Ela também pode ser utilizada em palavras nominais, e não é necessariamente exclusiva aos verbos, como é possível ver na frase woktibe ya 'Só isso?';[91]
- O morfema ke exerce uma funcão similar ao ya, mas é usado apenas em contextos imperfectivos e hortativos, como na frase kurtotpai kha khanci ke 'Você sabe a língua Kurtöp?'
- O morfema yo é utilizado para indicar perguntas da forma o que, como, onde, porquê etc. Também pode exercer uma função de copula nominal, como na frase ’ê yo 'Quem é?';[92]
- O morfema shu é para indicar dúvida na frase, podendo significar tanto que o locutor não tem certeza dos fatos que ele diz, ou que o emissor acredita que o interlocutor não consegue responder a pergunta na frase, como em ngaita zhâ lapmal shu da 'Agora o que devo dizer?'. Também pode servir como substituição para a partícula yo;[93]
- Finalmente, o morfema la é uma partícula para indicar formalidade, geralmente usada, por exemplo, quando há uma conversa entre pessoas de cargo mais alto que o locutor, além de também ser usado durante o conto de historías. Um exemplo do seu uso está no inicio de uma história, onde o interlocutor começa a contá-la com a frase lungpathena jepothe nawal wenta la 'No vale havia um vila'.[94]

#### Afixos verbais
Existem, além dos outros já mencionados anteriormente, dez afixos, sendo compostos por nove sufixos e apenas um prefixo. Todos eles são explicados abaixo:
- O prefixo ma/me/mi é o único prefixo verbal existente no kurtöp, usado para negação da ação, como visto na frase ngaita mebran 'Eu não sei'. Caso o verbo no qual ele esteja prefixo tenha um tom alto, o prefixo também terá um tom alto, e o mesmo vale para verbos com tom baixo;[95]
- O sufixo khan serve como um nominalizador imperfectivo, como visto na frase Drukpa Künle ngakhan khepo mejena jemalta '(Ela) nunca havia visto (esse cara) chamado Drukpa Künle';[96]
- O sufixo sa é diferente do clítico verbal de mesmo nome; este sufixo é utilizado também como um nominalizador, mas que denota localização. Um exemplo de seu uso é a frase gari yam gosa 'Onde ruas de carro são necessárias';[97][98]
- O sufixo sang também é um nominalizador, mas apenas usado para codificar tempos no futuro. Ele é similar ao marcador male, com a única diferença sendo que este sufixo não pode ser usado independente de um verbo. Sang é raramente usado em textos, e quase nunca em falas. É possível ver o seu uso na frase ’langpochegi yung rasang wen ngaksi '"O elefante vai vir pegar você" a mãe disse';[99]
- O sufixo mo, também escrito como mong em algumas situações mais formais, é usado para indicar eventos que ocorrem ao mesmo tempo dentro de uma oração subordinada, como na frase tshe khit nya thungmo nya zhiknami oni thundo 'Enquanto nós bincávamos de arqueria, ele foi atingido por uma flecha aqui';[100][101]
- O sufixo nani serve como um marcador de condição, similar à preposição "se". Um exemplo de seu uso está na frase tshe cala matshutnan tsama the da thu ‘lu ’nangu, tshama zhugu ngak 'Então se não estiver pronto, (nós vamos) falar para eles esperarem';[102]
- O sufixo le é utilizado para marcar um verbo imperativo, sendo usado em situações formais, como visto na frase duimo Hacangmi tshe ninta zongi 'neng yung gile ngak zonpal wen ngak '(os caçadores disseram que) "o demônio foi enviado para pegar o coração de vocês dois"';[103]
- O sufixo lu também é usado para marcar um verbo imperativo, mas em situações mais informais. Um exemplo de seu uso está na frase wera suka nilu ngak wenta '"Você fica quieto", ele disse'.[104]
- Por fim, o sufixo lo é mais um marcador de verbo imperativo, mas que é usado em situações de modo irrealis, como na frase tsheni yamnang ipa zu'yo ngaksi '"Então (você) deve comer no meio do caminho" (ele) disse'.[85]

## Vocabulário

### Numeração cardinal
O kurtöp usa diversas bases numéricas diferentes na numeração: Um sistema de base vigesimal antigo, outro sistema mais recente com uma combinação do sistema antigo e um sistema decimal, e um sistema decimal semelhante ao usado no butanês. Todos os números de 1 a 20 são iguais nos dois sistemas originais do kurtöp. Para demonstração, será utilizado o sistema mais recente na tabela abaixo:
| Número | Kurtöp | Número | Kurtöp        | Número | Kurtöp         | Número     | Kurtöp           |
| ------ | ------ | ------ | ------------- | ------ | -------------- | ---------- | ---------------- |
| 0      | lékor  | 11     | chauri        | 22     | khedi ni zon   | 100        | khe yanga        |
| 1      | theː   | 12     | chauni        | 23     | khedi ni sum   | 110        | khe yanga ni che |
| 2      | zon    | 13     | chausum       | 24     | khedi ni ble   | 120        | khe dro          |
| 3      | sum    | 14     | cheble        | 25     | khedi ni yanga | 130        | khe dro ni che   |
| 4      | ble    | 15     | chenga        | 30     | khe the ni che | 140        | khe niː          |
| 5      | yanga  | 16     | chedro        | 40     | khe zon        | 150        | khe niː ni che   |
| 6      | dro    | 17     | chitni        | 50     | khe zon ni che | 200        | nyija            |
| 7      | níː    | 18     | cherjat       | 60     | khe sum        | 1000       | tongthra theː    |
| 8      | jat    | 19     | chedogo       | 70     | khe sum ni che | 10 mil     | thri             |
| 9      | dogo   | 20     | khedi         | 80     | khe ble        | 100 mil    | bum              |
| 10     | che    | 21     | khedi ni theː | 90     | khe ble ni che | 10 milhões | jiwa             |

### Termos de parentesco
A seguir, estão alguns termos de parentesco no kurtöp:
| Português        | Kurtöp | Português   | Kurtöp                 |
| ---------------- | ------ | ----------- | ---------------------- |
| Mãe (honorífico) | yum    | Primo/Prima | punla                  |
| Mãe              | 'ama   | Tia         | ama                    |
| Pai (honorífico) | yap    | Tio         | azhang                 |
| Pai              | 'apa   | Avó         | aiya                   |
| Irmão mais novo  | no     | Avô         | meme                   |
| Irmão mais velho | 'aci   | Padrasto    | apa zongwala           |
| Irmã mais nova   | nome   | Madrasta    | matshap                |
| Irmã mais velha  | awa    | Cunhada     | nene                   |
| Irmãos/Primos    | puncha | Sogro       | makpani 'nesang gi apa |

### Exemplos de frases
Seguem alguns exemplos de frases no kurtöp:
| Frase                                            | Tradução                                                  |
| ------------------------------------------------ | --------------------------------------------------------- |
| khichi khadrinni ngat 'api tshoda zushang        | Eu fui repreendido pelo meu pai por causa dele            |
| kadrin cange                                     | Perdoá-lo/perodá-la                                       |
| khwe kangta                                      | Enchendo com água                                         |
| udi mi karce'nakce wen                           | Ele é uma pessoa temperamental                            |
| sacha kitongtong mutna                           | Um lugar sem paz                                          |
| khwe kitpa chak na                               | A água se tornou gelo                                     |
| jauya kukna                                      | O pintinho chocou                                         |
| gen yotor khak gor thrang yoto bap               | Nós tivemos que escalar para cima, então para baixo       |
| khikta ke                                        | Você está com frio?                                       |
| khit garatoka na                                 | Ele é engraçado                                           |
| Thimpuro gemo 'nen sum gortaki                   | Demora três dias para chegar em Thimpu                    |
| khit ngo tshashang                               | Ele/Ela estava com vergonha                               |
| bari zon cepta                                   | Os dois touros estão lutando com seus chifres juntos      |
| khwe 'aring ritanang chapta ke                   | A água está alcançando todos os cantos do campo de arroz? |
| kwekpa jata ke                                   | A sua cabeça está coçando?                                |
| jamtong nga phamale                              | Derrotado facilmente                                      |
| zhor nyer mu                                     | O Álcool está queimado                                    |
| duimo Hacanggi jepona 'nyoze the dangwal wentami | Duimo Hacang ofereceu narcóticos para o rei               |
| ong thrim thungshang                             | A criança foi punida                                      |